# حي الداغستان
حي الداغستان هو أحد أحياء مدينة القنيطرة، محافظة القنيطرة، سوريا. هذا الحي وحي الشركس يعتبران من أقدم الأحياء في المدينة وبهما تأسست المدينة بالإضافة للخان القديم الذي كان يستخدمه العثمانيون والمسافرون إلى فلسطين.

## التاريخ
قام بتأسيس هذا الحي المهاجرون الشيشان الذين وفدوا إلى القنيطرة من شمال القفقاس 1878 - 1890 عبر تركيا على اثر التهجير القسري الذي مارسته عليهم روسيا القيصرية بعد حرب طاحنة استمرت قرابة المئة عام. وسمي بهذا الاسم لان الشيشان كانوا يطلقون عليه اسم (ديغست) وتعني باللغة الشيشانية أرض الاجداد وبالتواتر الشفهي أصبحت التسمية حي الداغستان.
اختار الشيشان موقع مدينة القنيطرة بسبب تشابه جغرافية المنطقة وطقسها مع بلادهم في شمال القفقاس. واستقر معهم العديد من العائلات الشركسية المهجرة من شمال القفقاس أيضا. وكان عددهم جميعا في البداية 400 - 2000 شخص.بفضل وجود البنائين بينهم والتعاون فيما بينهم استطاعوا بناء المنازل الطينية وتحمل ظروف العيش الصعبة ولاحقا استخدموا الحجارة السوداء والقرميد في عمارة منازلهم التي كانت مميزة في الوسط العربي.ولاحقا بنوا مسجدهم جامع الداغستان.

### الديانة
الشيشان مسلمون سنة يتبعون المذهب الشافعي والبعض منهم كان يتبع الطريقة الصوفية النقشبندية.عددهم يقارب الخمسة الاف نسمة.

### الديموغرافيا
حافظ الشيشان على لغتهم وعاداتهم وتقاليدهم وكذلك حافظوا على أسماء عائلاتهم الاصلية وسجلوها حتى يتمكن الاحفاد من التواصل مع أقربائهم مستقبلا وهذا ماحدث فعلا بعد تفكك الاتحاد السوفيتي.من هذه الأسماء عائلة وبي، شنرو، بيلتو، شونو، أورشو، توركو، زنداقي، أقي، غومخوي، بيتروي، بحرشخوي، خارشو، زوكوي، أرسبي، سيسنو، وجميعهم شيشان نختشوي وعاش معهم عائلات أنغوش منهم عائلة غالغاي (النختشوي والغالغاي يطلق عليهم اسم وايناخ) وبعض العائلات التي هاجرت من داغستان ومنهم عائلة داغستاني.
نقل الشيشان وكذلك الشركس خبراتهم الزراعية من بلادهم إلى هذه المنطقة وتمكنوا من إنشاء المزارع وبنوا الاسطبلات لخيولهم وابقارهم بطرق لم يكن يعرفها البدو العرب.هذه النجاحات وتغير معالم المنطقة أدت إلى نشوب خلافات مع الوسط المحيط بالجولان فتعرض الشيشان والشركس لغزو من بعض القبائل العربية والدروز تمكنوا من صدها بتحالفهم وحافظوا على مزارعهم وانتهت كل النزاعات إلى صلح ولاحقا صداقة بوجود الحكماء من الطرفين.
في بداية القرن العشرين وبعد الاستقرار واضافة للاعمال الزراعية وصناعاتها اتجه بعض أبناء وبنات الحي إلى التحصيل العلمي رغم الصعوبات الشديدة (في البداية للحصول على المرحلة الاعدادية والثانوية كان يتطلب الامر السفر والإقامة في دمشق)ونجحوا بذلك فأصبح منهم المعلمين والمعلمات.والبعض الآخر جندهم الجيش العثماني الذي استفاد من شجاعتهم وبأسهم ووصل البعض منهم إلى مراتب عليا.ولاحقا بعد انهيار الدولة العثمانية جندهم الإنكليز والفرنسيين في فرق الخيالة أثناء الانتداب على سوريا.
قبل استقلال سوريا نشطت الحركة التجارية في القنيطرة مما أدى لانتقال الكثير من رؤوس الاموال والتجار والحرفيين العرب اليها وكذلك اقامة العسكريين وعائلاتهم فيها بسبب وجودها على طريق فلسطين. وانعكس ذلك على ازدهار الحي عمرانيا وازداد عدد الشيشان ونشأت لهم علاقات نسب مع الوسط المحيط.
في عام 1967 ونتيجة للصراع العربي الإسرائيلي نزح سكان الحي الشيشان كغيرهم إلى دمشق وعادوا إلى نقطة الصفر وفقدوا كل ممتلكاتهم. وبدأت بعد ذلك حياة جديدة تناسب المدينة الكبيرة واعتمدوا على التحصيل العلمي ونجحوا في ذلك وأصبح منهم المعلمين والاطباء والمهندسين والموظفين والصيادلة والحرفيين والتجار والأدباء والفنانين ومن كلا الجنسين. لمعت أسماء كثيرة منهم وكل في مجاله (الفنانتين التشكيليتين رجاء وصفاء عزالدين وبي حصلتا على سجل غينيس بمشاركتهما بأكبر لوحة جدارية في العالم عام 2014) . استقر معظمهم في دمشق في أحياء الصالحية و ركن الدين و المهاجرين ولاحقا مساكن برزة و قدسيا .وبعض العائلات هاجرت إلى الولايات المتحدة الامريكية (نيو جرسي) والبعض الآخر هاجر إلى المملكة الاردنية الهاشمية .

#### المطبخ
من المأكولات الشهيرة في المجتمع الشيشاني في حي الداغستان: غلنش، غرزنش، دلنش.